# 祥室妙吉
祥室妙吉（しょうしつみょうきつ、応仁2年（1468年） - 文亀元年12月8日（1502年1月16日））は、戦国時代の女性。安芸国の国人・毛利氏の庶流で鈴尾城（福原城）を居城とする重臣・福原氏の当主である福原広俊の末娘で、毛利氏当主・毛利弘元の正室。子は毛利興元、宮姫、毛利元就。兄に福原貞俊がいる。実名は不明で、法名は「祥室妙吉禅定尼」。

## 生涯
応仁2年（1468年）、安芸国高田郡吉田荘の吉田郡山城を本拠地とする国人・毛利氏の庶流で、鈴尾城（福原城）を居城とする重臣・福原氏の当主である福原広俊の末娘として生まれる。
時期は不明だが、毛利家当主である毛利弘元の正室となり、明応2年（1493年）に長男の毛利興元、明応3年（1494年）から明応5年（1496年）の間に長女の宮姫、明応6年（1497年）3月14日に次男の毛利元就を生んでいる。
文亀元年（1501年）12月8日に死去。享年34。法名は「祥室妙吉禅定尼」。

## 没後
寛延3年（1750年）12月8日、周防国山口の洞春寺において、祥室妙吉の二百五十回忌の法要が執り行われ、寛政12年（1800年）12月8日には同様に周防国山口の洞春寺において、祥室妙吉の三百回忌の法要が執り行われる。
祥室妙吉の墓はかつては広島県安芸高田市吉田町福原の楞厳寺跡にある福原氏の墓所に建てられていたが、大正10年（1921年）12月13日に多治比猿掛城の麓にあった夫・弘元の菩提寺である悦叟院跡に夫・弘元の墓と並ぶ形に改葬された。